# Биомедицинские микроэлектромеханические системы
Биомедицинские микроэлектромеханические системы (БиоМЭМС, англ. biomedical microelectromechanical systems) — биомедицинские диагностические и лечебные устройства с интегрированными микроэлектронными и микромеханическими компонентами, использующие технологии микрофлуидики и молекулярного узнавания и имеющие размер 20-1000 микрон.

## Описание
Первоначально для производства МЭМС были использованы технологии создания интегральных микросхем (нанесение молекулярных слоев материала на кристалл кремния, фотолитография, травление и др.). Впоследствии в МЭМС были реализованы технологии микрофлуидики и молекулярного распознавания, например, взаимодействие антиген-антитело, гибридизация комплементарных цепей ДНК и др. Эти системы получили название биологические МЭМС. Имплантируемые биоМЭМС предназначены для слежения за параметрами внутренней среды организма с помощью биосенсоров и могут дозированно высвобождать лекарственные вещества или гормоны, например, инсулин при повышении содержания глюкозы в крови. Имплантируемые биоМЭМС могут быть оснащены системой беспроводной связи с внешними устройствами. Разработаны устройства с интегрированной оптической системой (например, видео таблетка (англ. video pill)), способные передавать изображения желудочно-кишечного тракта в реальном времени, делать биопсию ткани и высвобождать лекарственные вещества в ответ на радиосигнал.

## Области применения
- Молекулярная диагностика и лечение заболеваний;
- Биопротезирование;
- Мониторинг окружающей среды;
- Биозащита.